# Аргуэльо, Патрисио
Патрисио Хосе Аргуэльо Райан (исп. Patricio José Argüello Ryan, март 1943, Сан-Франциско, США — 6 сентября 1970, самолёт Эль-Аль, Франция) — никарагуанский революционер-интернационалист / террорист, гражданин США, участник попытки захвата самолёта авиакомпании «Эль-Аль» в составе организации НФОП, признанной террористической в США, ЕС и Израиле.
Застрелен сотрудником службы безопасности «Эль Аль» после того, как успел бросить ручную гранату в проход самолёта, которая не взорвалась.